# 徽軫賞
徽軫賞（ことじしょう）は、金沢競馬場ダート1400mで施行される地方競馬の重賞競走である。正式名称は「北國新聞社杯 徽軫賞」。
レース名の「徽軫」は、日本三名園の一つとして知られる金沢の大名庭園・兼六園にある「徽軫灯籠」から。

## 概要
2019年に金沢所属のサラブレッド系3歳以上牝馬による重賞競走として新設された。創設時の距離は1500m。
2021年に出走条件が4歳以上牝馬に変更。
2023年からは北陸・東海交流となり、あわせて3歳以上牝馬に条件が戻り、距離が1400mに変更された（但し、2023年は後述の理由により施行されず）。
第1回はHITスタリオンシリーズに指定されていた。副賞対象種牡馬はレッドファルクス。

### 条件・賞金等（2024年）
条件
サラブレッド系3歳以上牝馬、東海・北陸交流で、他地区所属馬の出走枠は6頭以下。
負担重量
別定、3歳54kg・4歳上55kg。
賞金額
1着300万円、2着96万円、3着48万円、4着36万円、5着30万円、着外7万円。

## 歴史
- 2019年 - 3歳以上牝馬による重賞競走として創設。HITスタリオンシリーズに指定。
- 2020年 - スタリオンシリーズから外れる。
- 2021年 - 出走条件が3歳以上牝馬から4歳以上牝馬に変更。
- 2023年 - 出走条件が金沢所属4歳以上牝馬から金沢・東海所属3歳以上牝馬に、施行距離を1400mに、開催時期を11月にそれぞれ変更[3]。直前の競走で発生した照明トラブルにより公正確保が困難となったためレースを取り止め[4]。

### 歴代優勝馬
| 回数  | 施行日         | 距離  | 優勝馬             | 性齢         | 所属         | タイム       | 優勝騎手     | 管理調教師   | 馬主                     |
| ----- | -------------- | ----- | ------------------ | ------------ | ------------ | ------------ | ------------ | ------------ | ------------------------ |
| 第1回 | 2019年6月11日  | 1500m | サノラブ           | 牝5          | 金沢         | 1:35.6       | 米倉知       | 菅原欣也     | （株）ファーストビジョン |
| 第2回 | 2020年6月7日   | 1500m | ロンギングルック   | 牝4          | 金沢         | 1:38.1       | 中島龍也     | 金田一昌     | 飛彈共榮                 |
| 第3回 | 2021年5月4日   | 1500m | ネオアマゾネス     | 牝4          | 金沢         | 1:33.5       | 栗原大河     | 菅原欣也     | 小川寛子                 |
| 第4回 | 2022年5月4日   | 1500m | ネオアマゾネス     | 牝5          | 金沢         | 1:34.4       | 藤田弘治     | 井樋一也     | 小川寛子                 |
| 第5回 | 2023年11月19日 | 1400m | 開催取り止め       | 開催取り止め | 開催取り止め | 開催取り止め | 開催取り止め | 開催取り止め | 開催取り止め             |
| 第6回 | 2024年11月17日 | 1400m | レイジーウォリアー | 牝5          | 愛知         | 1:26.3       | 丸野勝虎     | 塚田隆男     | 橋元勇氣                 |

### 各回競走結果の出典
- 徽軫賞　歴代優勝馬-地方競馬全国協会
- JBISサーチ
  - 2019年、2020年、2021年、2022年、2024年